# لوكاس ليما (لاعب كرة قدم مواليد 1990)
لوكاس رافاييل أراوخو ليما (بالبرتغالية: Lucas Rafael Araújo Lima‏) هو لاعب كرة قدم برازيلي في مركز الوسط المهاجم ولد في يوم 9 يوليو 1990 في مدينة ماريليا في البرازيل، يلعب حالياً مع نادي سانتوس وسبق له اللعب مع نادي سبورت ريسيفه ونادي إنترناسيونال وإنتر دي لمييرا، بدأ في سنة 2015 باللعب مع منتخب البرازيل لكرة القدم ويبلغ طوله 175 سم.

## وصلات خارجية
- لوكاس ليما على موقع إي إس بي إن إف سي (الإنجليزية)
- لوكاس ليما على موقع قاعدة بيانات كرة القدم.إي يو (الإنجليزية)
- لوكاس ليما على موقع ليكيب (الفرنسية)
- لوكاس ليما على موقع ناشيونال فوتبول تيمز (الإنجليزية)
- لوكاس ليما على موقع Soccerway.com (الإنجليزية)
- لوكاس ليما على موقع عالم كرة القدم.نت (الإنجليزية)
- لوكاس ليما على موقع AS.com (الإسبانية)
- لوكاس ليما على موقع فوتبول بوز